# TuS Mayen
Fußballverein TuS Mayen e.V.im Turn- und Gesamtverein Mayen 1886/1914 e.V. é uma agremiação esportiva alemã, fundada a 23 de setembro de 1886, sediada em Mayen, na Renânia-Palatinado.
É parte de uma associação que também inclui os departamentos de atletismo, basquete, dança, hóquei de campo, ginástica, handebol, natação e tênis.

## História
O clube reconhece dois lados predecessores. Alega uma herança que remonta à formação da ginástica do clube Turnverein Mayen a 23 de setembro de 1886. Em 1939, este se fundiu com o Sportverein Rheinland Mayen, criado em 1914, para formar o Turn-und Sportverein Mayen 1886/1914.
Após a Segunda Guerra Mundial, mediante a ocupação das autoridades aliadas, houve a dissolução da maioria das organizações no país, incluindo as esportivas. A associação foi restabelecida em janeiro de 1946, mas, não houve permissão para retomar a sua antiga identidade por parte das autoridades. Ficou conhecido brevemente como Tennis-und Sportverein Mayen, então 1. Sport-Club Mayen, antes de finalmente ser capaz de reassumir o seu nome tradicional.
Por ocasião a reestruturação do futebol alemão, com a criação da Bundesliga, em 1963, o TuS se qualificou à Rheinland Amateurliga (III), pela qual conseguiu as colocações mais baixas da tabela antes de ser finalmente rebaixado em 1969. O time voltaria à Amateurliga, em 1973, na qual promoveu apresentações indiferentes. No entanto, o clube gozou de algum sucesso na taça regional, classificatória para a participação da DFB-Pokal, a Copa da Alemanha, em 1974, 1975 e 1976, mas em todas as ocasiões o clube foi eliminado na fase de abertura.
O Mayen não conseguiu melhor sorte em outra reorganização da liga, em 1978, permanecendo na Rheinland Amateurliga (V). O time conseguiu a promoção para a Südwest Oberliga (IV), em 1980, como campeão da Rheinlandliga. Durante as seguintes duas décadas alternou acessos e descensos entre a quarta e a quinta divisão. O TuS finalmente conseguiu o acesso à Oberliga Südwest (IV), em 2001. O seu melhor resultado foi um sexto lugar em 2003. Em 2004, o clube fez nova aparição, a quarta, na Copa alemã após um triunfo na taça regional, mas novamente capitulou na primeira rodada.
A associação sofreu uma grave crise financeira no início dos anos 1990, mas conseguiu se recuperar. Em 2004, passou por uma reestruturação para evitar problemas semelhantes no futuro. A sociedade atual é composta de aproximadamente 2.900 membros distribuídos em diversos departamentos esportivos.

## Títulos
- Verbandsliga Rheinland (V) Campeão: 1980, 1984, 1989, 1999;
- Copa Rhineland Vencedor: 1966, 1974, 1976, 2004;

## Cronologia recente
| Temporada | Divisão                    | Posição |
| 1999–2000 | Oberliga Südwest (IV)      | 15º ↓   |
| 2000–01   | Verbandsliga Rheinland (V) | 1º ↑    |
| 2001–02   | Oberliga Südwest (IV)      | 12º     |
| 2002–03   | Oberliga Südwest           | 6º      |
| 2003–04   | Oberliga Südwest           | 9º      |
| 2004–05   | Oberliga Südwest           | 12º     |
| 2005–06   | Oberliga Südwest           | 11º     |
| 2006–07   | Oberliga Südwest           | 11º     |
| 2007–08   | Oberliga Südwest           | 13º     |
| 2008–09   | Oberliga Südwest (V)       | 12º     |
| 2009–10   | Oberliga Südwest           | 17º ↓   |
| 2009–10   | Rheinlandliga (VI)         | 12º     |
| 2010–11   | Rheinlandliga              | 8º      |
| 2012–13   | Rheinlandliga              | º       |